# Métro de Los Angeles
Le métro de Los Angeles (nom officiel en anglais : Los Angeles County Metro Rail ; en français : « Chemin de fer métropolitain du comté de Los Angeles ») est le principal système de transport en commun desservant la ville de Los Angeles et son agglomération dans l'État américain de Californie. Exploité par la Los Angeles County Metropolitan Transportation Authority (LACMTA), ce réseau ferroviaire compte 101 stations réparties sur six lignes totalisant 172 km de voies. Les lignes B et D sont des lignes de métro, tandis que les lignes A, C, E et K sont des lignes de métro léger.
La première ligne ferroviaire urbaine du réseau est la ligne A, inaugurée en 1990, alors que la première ligne de métro est la ligne B, mise en service en 1993. Le réseau s'est par la suite grandement étendu, même si la desserte reste faible comparée à d'autres métros du monde, tout comme la fréquentation, qui demeure très en dessous de celle des métros d'autres métropoles de poids démographique équivalent telles que New York, Londres ou Paris. Le réseau transporte près de 340 000 passagers par jour (2018).

## Histoire

### Essor et disparition du premier réseau de chemin de fer urbain

Logotype du réseau Pacific Electric (Red Cars).

De 1873 à la première moitié du XXe siècle, la Californie du Sud possède un vaste réseau ferré de plus de 1 600 kilomètres de voies, surtout exploité par le Pacific Electric (PE) — aussi connu sous le nom de Red Cars — et le Los Angeles Railway — les Yellow Cars. Le premier système dessert le Grand Los Angeles tandis que le second est davantage centré au cœur de la ville.
Avant les années 1930, la plupart des déplacements s'effectuent en transports en commun par voies ferrées. Toutefois, à la fin des années 1920, la fréquentation du transport ferroviaire baisse au profit des bus mais également de la voiture automobile individuelle en forte croissance à cette époque avec la mise en place des autoroutes.
Au cours de la Seconde Guerre mondiale, le réseau du Pacific Electric résiste malgré une baisse de fréquentation, notamment grâce au rationnement de l'essence, mais à la fin du conflit le réseau est de nouveau en perte.
Après guerre, le démantèlement des anciennes lignes se poursuit. En 1961, le réseau des Red Cars disparaît. En 1963, les dernières voies ferrées du Los Angeles Railway sont à leur tour entièrement remplacées par des lignes de bus. Cette disparition suscite un scandale à l'échelle du pays.

### Naissance et développement du nouveau réseau ferré urbain
En raison du trafic routier intense tendant à empirer, le soutien du public relatif à la restauration du transport ferroviaire va graduellement prendre de l'ampleur.
Au début des années 1970, plusieurs facteurs, notamment la préoccupation pour l'environnement, une population en hausse ainsi que l'augmentation du prix de l'essence, entraînent des appels visant à privilégier le ferroviaire, type de transport en commun ayant une capacité plus importante que celle des bus. En 1976, l'État de Californie fonde la Los Angeles County Transportation Commission, afin de coordonner les actions de la Southern California Rapid Transit District créée en 1964.
En 1993, afin de mieux coordonner les projets métropolitains, les deux agences fusionnent pour former la Los Angeles County Metropolitan Transportation Authority (acronyme LACMTA).
Après son ouverture en 1990, le réseau ferré urbain de Los Angeles a rapidement connu de nombreux travaux d'extension.

#### La construction de la ligne A

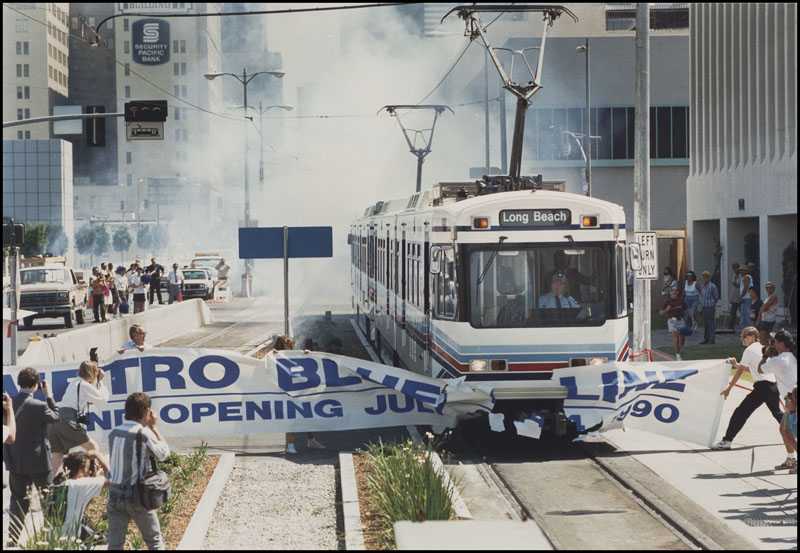
L'ouverture de la première ligne du réseau de métro de Los Angeles, le 14 juillet 1990.

Les travaux du réseau ferré urbain commencent au cours des années 1980. C'est le 14 juillet 1990 qu'est mise en service une ligne de métro léger, la ligne A (alors ligne bleue), entre les stations Pico et Anaheim Street. Cette ligne est prolongée jusqu'aux stations Downtown Long Beach et Pacific Avenue la même année. Elle connaît encore une extension en 1991 avec un arrêt supplémentaire à 7th Street, constituant le nouveau terminus nord et permettant la desserte du quartier financier, le Financial District.

#### La construction des lignes B et D
Le projet de métro apparaît dans les plans de transport de la ville dès le début des années 1980. Le projet initial consiste en une ligne est-ouest qui va de Norwalk jusqu'à Santa Monica en passant par le centre-ville (Union Station) avec une branche nord-sud vers North Hollywood. La construction devait comprendre trois phases.
La construction du métro débute en octobre 1986 pour une mise en service de la première section prévue initialement en 1991. En décembre 1986, le directeur de l'Agence fédérale des Transports en commun (UMTA) signe un contrat visant à financer à hauteur de 50 % le coût de construction du premier segment du métro, estimé à 1,2 milliard de dollars. Le financement local du projet provient en partie d'une taxe sur le carburant dont le produit est affecté aux systèmes de transport urbain et pour l'autre partie de la taxe sur les ventes. En ce qui concerne le matériel roulant, la société Breda gagne un appel d'offres lancé en 1987.
Cette première section de 7 km du métro, la ligne B (alors ligne rouge), est ouverte au public, après plus de six ans de construction, le 29 janvier 1993, au centre-ville de Los Angeles, avec cinq stations, d'Union Station à Westlake/MacArthur Park.
Le métro a parfaitement supporté le tremblement de terre de janvier 1994.
Une première extension de 3,2 km et 3 stations, dont la construction commence en 1988, est mise en service en juillet 1996, permettant de relier le quartier de Westlake à la station Wilshire/Western. La ligne est une nouvelle fois étendue en juin 1999, de 7,7 km et 5 stations, avec la branche vers Hollywood/Vine, séparant la ligne en deux services distincts avec la création de la ligne D (alors ligne violette) vers Wilshire/Western. L'augmentation des coûts de construction ravive le débat sur ses extensions ultérieures. Le projet initial est remis en cause. La dernière section de la ligne, 10,1 km et 3 stations, est finalement ouverte en juin 2000, reliant Hollywood/Vine à North Hollywood. La distance entre les stations Hollywood/Highland et Universal City est de 5,2 km.
Tout projet d'expansion de la ligne est alors arrêté. Les causes sont nombreuses, le facteur le plus destructeur étant le contre-courant politique. Les autres facteurs contributifs comprennent le manque de contrôles financiers, la corruption et une mauvaise gestion, des entrepreneurs de construction mal outillés (au cours des travaux se produisit un effondrement du tunnel), sans oublier le conseil d'administration de la LACMTA, un corps décrit comme plus fracturé que le sous-sol sismique de la région. Le coup de grâce à l'expansion du métro est survenu en novembre 1998, lorsque les électeurs votent l'interdiction d'utiliser les fonds de la taxe de vente locale pour toutes les constructions ferroviaires en souterrain. L'extension de la ligne rouge vers North Hollywood sera terminée, mais l'interdiction éliminera dans les faits toute possibilité d'expansion au cours des 12 années suivantes.
Le coût de construction de ces lignes de métro est estimé à 4,5 milliards de dollars.

#### La construction de la ligne C

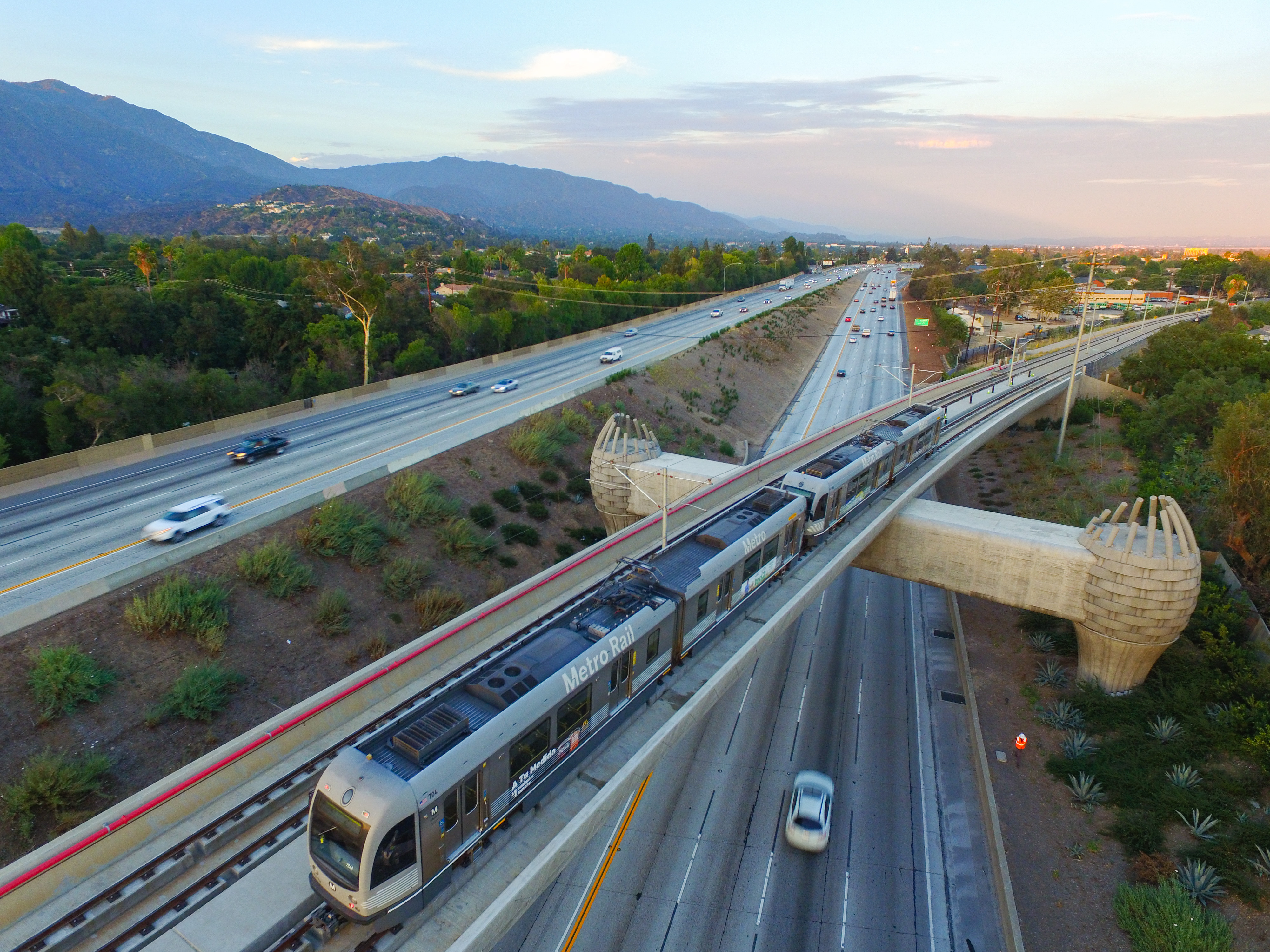
Une rame de métro enjambant l'Interstate 210. L'extension de la ligne L jusqu'à Azusa fait partie des derniers grands aménagements.

La ligne C (alors ligne verte) est mise en service en août 1995, reliant Norwalk à Redondo Beach.

#### La construction des lignes E et L

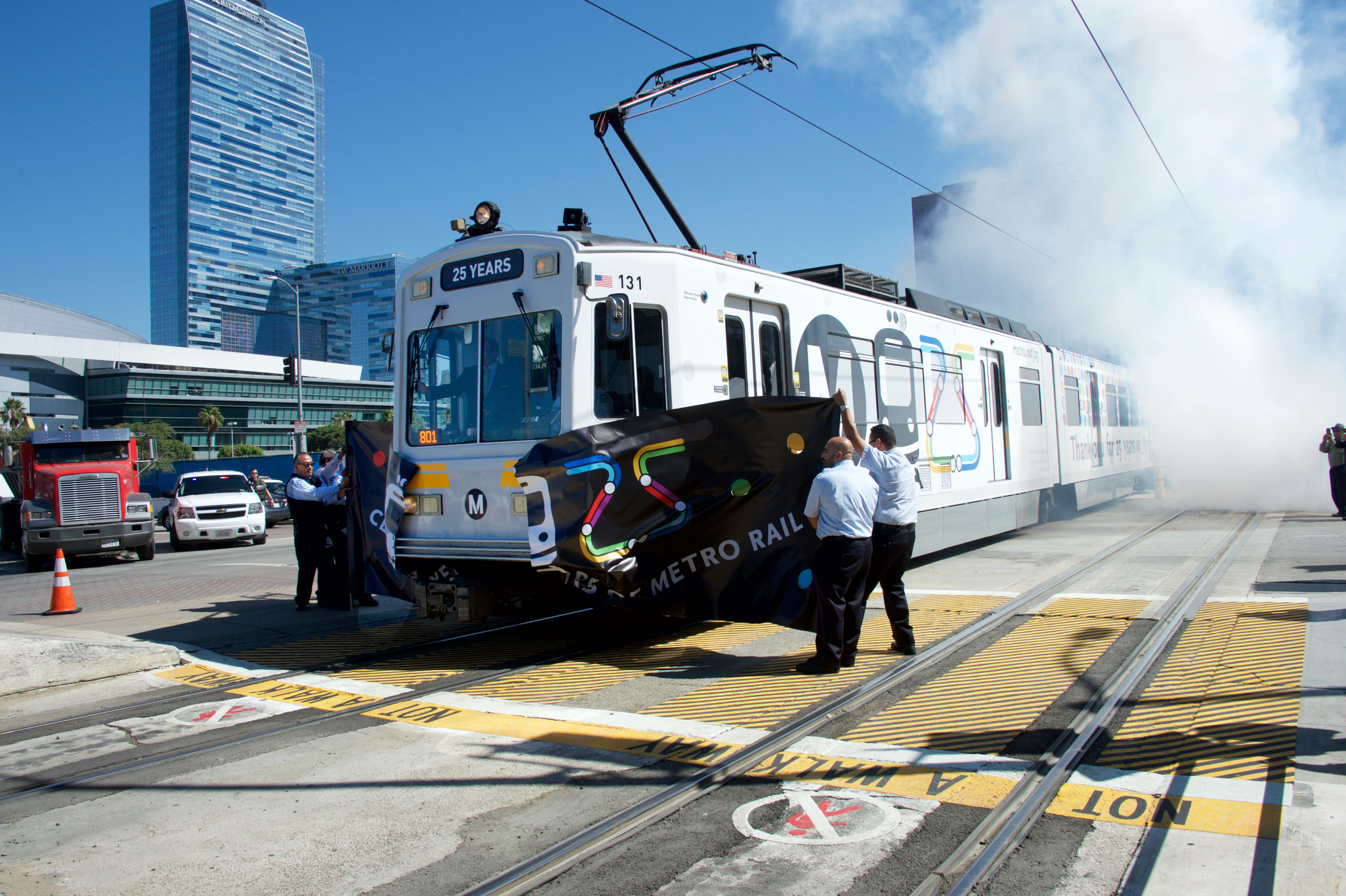
Les 25 ans du métro à Los Angeles, en 2015.

La ligne L (alors ligne dorée) ouvre le 27 juillet 2003 entre la gare de Los Angeles (Union Station) et Sierra Madre Villa, à Pasadena. En 2009, la ligne L connaît une prolongation à l'est, jusqu'à la station Atlantic.
Si les financements de projets sont subventionnés par le gouvernement fédéral, ils font également l'objet de taxes locales, par exemple la mesure R approuvée par référendum en novembre 2008. Cette approbation électorale marque le retour du financement du transport en commun, après le coup d'arrêt dix ans plus tôt.
La ligne E (alors ligne Expo) ouvre en avril 2012, desservant dans un premier temps la section de 7th Street à La Cienega/Jefferson, puis est rapidement prolongée jusqu'à Culver City. Cette dernière ligne est enfin étendue en 2016 pour desservir le centre-ville de Santa Monica. À l'origine, le nom Expo est donné à la ligne, à cause de sa proximité avec le quartier d'Exposition Park (qu'elle traverse) et avec Exposition Boulevard, qu'elle suit sur une portion considérable de son trajet.
En mai 2016, la ligne E (alors ligne Expo) est en effet prolongée jusqu'au centre-ville de Santa Monica, sur la côte, la construction ayant commencé en mars 2011, à l'instar de la ligne L qui, à partir du 5 mars 2016, dessert six nouvelles stations à l'est de Los Angeles dont la construction a commencé en 2011.

#### La construction de la ligne K
La ligne K est mise en service le 7 octobre 2022, reliant la station Expo/Crenshaw à Westchester/Veterans. En 2024, elle est prolongée au sud de Westchester/Veterans à Redondo Beach, en reprenant la partie existante de la ligne C vers le sud à partir de Mariposa. Les nouvelles stations LAX/Metro Transit Center (encore en construction) et Aviation/Century sont partagées avec la ligne C, qui a son nouveau terminus à Aviation/Century et dévie de son trajet précédent à Aviation/LAX pour remonter vers le nord. Le dernier tronçon manquant de la ligne K entre Westchester/Veterans et Aviation/Century incluant l'ouverture de la nouvelle station LAX/Metro Transit Center devenant également le nouveau terminus de la ligne C est finalement inauguré en juin 2025. Cela permettra d'offrir une correspondance avec la future navette automatique de l'aéroport de Los Angeles (mise en service prévue en 2026).

#### Le Regional Connector
Les travaux du Regional Connector commencent en septembre 2014, et s'achèvent en juin 2023. Cette section de ligne, intégralement souterraine, relie la station Little Tokyo/Arts District à celle de 7th Street et accueille les rames des lignes A et E, permettant des correspondances dans le centre-ville. À son ouverture, il permet l'extension des lignes A et E, qui reprennent respectivement les parties nord et sud de la ligne L, qui cesse alors d'exister.

#### Chronologie
| Date               | Ligne | Itinéraire                                           | Stations | Longueur (km) |
| ------------------ | ----- | ---------------------------------------------------- | -------- | ------------- |
| 14 juillet 1990    |       | Pico à Anaheim Street                                | 17       | 30,7          |
| 1er septembre 1990 |       | Anaheim Street à Pacific                             | 4        | 3,5           |
| 15 février 1991    |       | Pico à 7th Street                                    | 1        | 1,1           |
| 30 janvier 1993    |       | Union Station à Westlake/MacArthur Park              | 5        | 7             |
| 12 août 1995       |       | Redondo Beach à Norwalk                              | 14       | 32,2          |
| 13 juillet 1996    |       | Westlake/MacArthur Park à Wilshire/Western           | 3        | 3,2           |
| 12 juin 1999       |       | Wilshire/Vermont à Hollywood/Vine                    | 5        | 7,7           |
| 24 juin 2000       |       | Hollywood/Vine à North Hollywood                     | 3        | 10,1          |
| 26 juillet 2003    |       | Union Station à Sierra Madre Villa                   | 13       | 22            |
| 15 novembre 2009   |       | Union Station à Atlantic                             | 8        | 9,6           |
| 28 avril 2012      |       | 7th Street/Metro Center à La Cienega/Jefferson       | 8        | 12,2          |
| 20 juin 2012       |       | La Cienega/Jefferson à Culver City                   | 2        | 1,6           |
| 5 mars 2016        |       | Sierra Madre Villa à APU/Citrus College              | 6        | 18,5          |
| 20 mai 2016,       |       | Culver City à Downtown Santa Monica                  | 7        | 10,6          |
| 7 octobre 2022     |       | Expo/Crenshaw à Westchester/Veterans                 | 6        | 13,7          |
| 16 juin 2023       |       | 7th Street/Metro Center à Little Tokyo/Arts District | 2        | 3             |
| 3 novembre 2024    |       | Mariposa et Aviation/LAX à Aviation/Century          | 1        | 1,9           |
| 6 juin 2025        |       | Aviation/Century à Westchester/Veterans              | 1        | 1,9           |

## Le réseau
En 2020, la LACMTA annonce le changement de nom de toutes les lignes de métro de son réseau, jusqu'à présent nommées en fonction d'une couleur, celles-ci seront dès lors nommées chronologiquement en fonction de leur inauguration et suivant un système alphabétique,,. De cette façon, la ligne bleue devient la ligne A, la ligne rouge devient la ligne B, la ligne verte devient la ligne C, la ligne violette devient la ligne D, la ligne Expo devient la ligne E et la ligne dorée devient la ligne L.

### Aperçu général
Composé de six lignes, le réseau ferroviaire métropolitain (Metro Rail) de Los Angeles est d'une longueur de 170 kilomètres. Les quatre lignes de métro léger sont essentiellement situées en surface ou en tracé aérien, les deux lignes de métro (B et D) sont souterraines.
Du fait de son histoire récente — ouverture en 1990 —, le métro angelin reste encore assez peu dense et développé. Néanmoins, il permet quand même de relier le centre de Los Angeles aux principales villes du comté ; ainsi, par exemple, la ligne A dessert Long Beach (qui se situe à environ trente kilomètres au sud du Downtown). La ville de Pasadena, huitième ville du comté et située à une quinzaine de kilomètres de Los Angeles, est quant à elle desservie par la ligne L du réseau. Cependant, sa fréquentation demeure largement en deçà de celle des métros d'autres grandes métropoles telles que New York, Tokyo ou Paris.
Par ailleurs, la desserte du comté de Los Angeles est également assurée par d'autres moyens de transport en commun : de nombreuses lignes de bus complètent ainsi le métro de Los Angeles. Le réseau de bus rapides du comté permet aussi d'améliorer la qualité de sa desserte, et les réseaux ferroviaires Amtrak et Metrolink y sont aussi liés.
| Ligne | Type        | Parcours                                 | Mise en service | Longueur en km | Nombre de stations | Matériel               | Durée du trajet (en min) | Fréquentation annuelle (2023) |
| ----- | ----------- | ---------------------------------------- | --------------- | -------------- | ------------------ | ---------------------- | ------------------------ | ----------------------------- |
|       | Métro léger | Downtown Long Beach ↔ APU/Citrus College | 1990            | 79,7           | 44                 | P865 P2020 P2000 P3010 | 58                       | 15 069 823                    |
|       | Métro       | North Hollywood ↔ Union Station          | 1993            | 26,4           | 14                 | A650 HR4000            | 29                       | 25 899 711                    |
|       | Métro léger | LAX/Metro Transit Center ↔ Norwalk       | 1995            | 32,2           | 14                 | P2000                  | 34                       | 5 690 867                     |
|       | Métro       | Wilshire/Western ↔ Union Station         | 1993            | 10,5           | 8                  | A650 HR4000            | 13                       | 25 899 711                    |
|       | Métro léger | Downtown Santa Monica ↔ Atlantic         | 2012            | 36,2           | 29                 | P865 P2020 P2000 P3010 | 46                       | 11 586 541                    |
|       | Métro léger | Expo/Crenshaw ↔ Redondo Beach            | 2022            | 17,7           | 13                 | P3010                  |                          | 714 734                       |

### Les lignes de métro
Le métro de Los Angeles comprend 28 km de voies entièrement souterraines et 16 stations dont 6,2 km et 6 stations partagées entre les deux lignes.
La ligne B du métro traverse les montagnes de Santa Monica, qui séparent le centre de Los Angeles de la vallée de San Fernando. L'entier parcours de la ligne rouge, soit 23,6 km et 14 stations, est souterrain. Toutes les stations présentent des designs intéressants. En raison de la situation géographique de la ville, des tunnels ont dû être construits pour résister à des tremblements de terre d'une magnitude de 7,5.
À l'origine, la ligne B (alors rouge) était constituée de deux branches, soit celle vers North Hollywood et celle vers Wilshire. En 2007, la branche de la ligne B vers Wilshire est désignée sous le nom de ligne D (alors violette), avec 8 km et 8 stations. Cette nouvelle ligne a donc un tronçon commun avec la ligne B sur la quasi-totalité de son trajet, soit entre Union Station et Wilshire/Vermont (6,2 km). Seules deux stations sont uniquement desservies par la ligne D.
Le matériel roulant a été acheté à Breda (Italie) ; l'alimentation est fournie via un troisième rail. Breda livre 30 véhicules du type A650 entre 1988 et 1993, puis 74 autres entre 1995 et 1997.
À partir de 2024, les deux lignes de métro posséderont des rames construites par l'entreprise chinoise CRRC, les HR4000. Le contrat de base comprend une commande de 64 voitures, un lot de 30 voitures pour remplacer les premiers véhicules Breda, un second lot de 34 véhicules qui seront mis en service lors de l'extension de la ligne D.
Un contrat de signalisation a été signé avec la société Ansaldo pour la ligne D.

### Stations
Le réseau ferré urbain de Los Angeles comporte 101 stations.

## Équipements du réseau

### Matériel roulant
Le matériel roulant qui circule sur le réseau ferroviaire urbain de Los Angeles est de deux types : il y a d'une part les rames adaptées au métro classique et d'autre part celles pour le métro léger, même si l'écartement des rails reste le même (1 435 mm). Certains de ces véhicules sont en cours de rénovation.
La plupart des trains des lignes A, C et E sont des P2000. Certains de ces véhicules sont en révision.
Pour la ligne C, quinze véhicules sont livrés par Sumitomo en 1995 et 36 véhicules par Siemens en 1997. Pour obtenir ce contrat, Siemens s'engage à construire une usine aux États-Unis.
En septembre 2009, AnsaldoBreda obtient un contrat pour 100 véhicules complémentaires, mais ce contrat est finalement résilié. Un autre appel d'offres s'ensuivit.
Les véhicules plus récents sont les 78 véhicules P3010 Kinkisharyo livrés entre 2015 et 2017 à la suite d'une commande passée en avril 2012 qui pourraient atteindre 235 véhicules si toutes les options sont levées. En 2013, le métro a exercé une option pour 97 voitures supplémentaires, portant le coût de la commande à 739 millions de dollars. Pour respecter le Buy America Act, Kinkisharyo construisit une usine d'assemblage à Palmdale.
| Modèle | Fabricant    | Date contrat | Années livraison | Quantité livrée | Type        | Ligne | Photo |
| ------ | ------------ | ------------ | ---------------- | --------------- | ----------- | ----- | ----- |
| A650   | Breda        | Avril 1987   | 1988–1993        | 30              | Métro       |       |       |
| A650   | Breda        | Avril 1987   | 1995–1997        | 74              | Métro       |       |       |
| HR4000 | CRRC         | Avril 2017   | 2021–en cours    | 64              | Métro       |       |       |
| P2000  | Siemens      | Juillet 1993 | 1996–2002        | 52              | Métro léger |       |       |
| P2550  | AnsaldoBreda | Avril 2003   | 2005–2011        | 50              | Métro léger |       |       |
| P3010  | Kinkisharyo  | Avril 2012   | 2014–2020        | 175             | Métro léger |       |       |

| Modèle | Fabricant     | Années livraison | Année suppression | Quantité livrée | Type        | Ligne | Photo |
| ------ | ------------- | ---------------- | ----------------- | --------------- | ----------- | ----- | ----- |
| P865   | Nippon Sharyo | 1989–1990        | 2018              | 54              | Métro léger |       |       |
| P2020  | Nippon Sharyo | 1994–1995        | 2021              | 15              | Métro léger |       |       |

## Exploitation et fréquentation
L'exploitation du réseau ferré urbain de Los Angeles est assurée par la LACMTA, qui gère également la majorité des transports en commun de l'agglomération.

### Amplitude horaire et fréquences
Comme la plupart des métros classiques, mais à la différence du métro de New York, dont certaines lignes fonctionnent 24 heures sur 24, les lignes du métro angelin possèdent seulement deux voies, ce qui empêche par conséquent une maintenance simultanée à une éventuelle exploitation nocturne.
Chaque ligne commence son service à partir de 5 heures du matin et le termine à minuit. Les vendredis et samedis soir, le service est prolongé jusqu'à 2 heures du matin. Les horaires peuvent varier selon la ligne empruntée et le jour de la semaine.
Il passe en moyenne une rame toutes les 5 à 10 minutes en heure de pointe. En soirée, la fréquence est portée à 20 minutes.

### Mode de paiement
Aujourd'hui, le Transit Access Pass, carte à puce rechargeable, constitue l'unique mode de paiement valable sur le réseau métropolitain.
En plus d'être valable sur le métro et les deux lignes de bus rapides (cf. les lignes G et J), la majorité des bus du comté de Los Angeles l'acceptent.

### Fréquentation

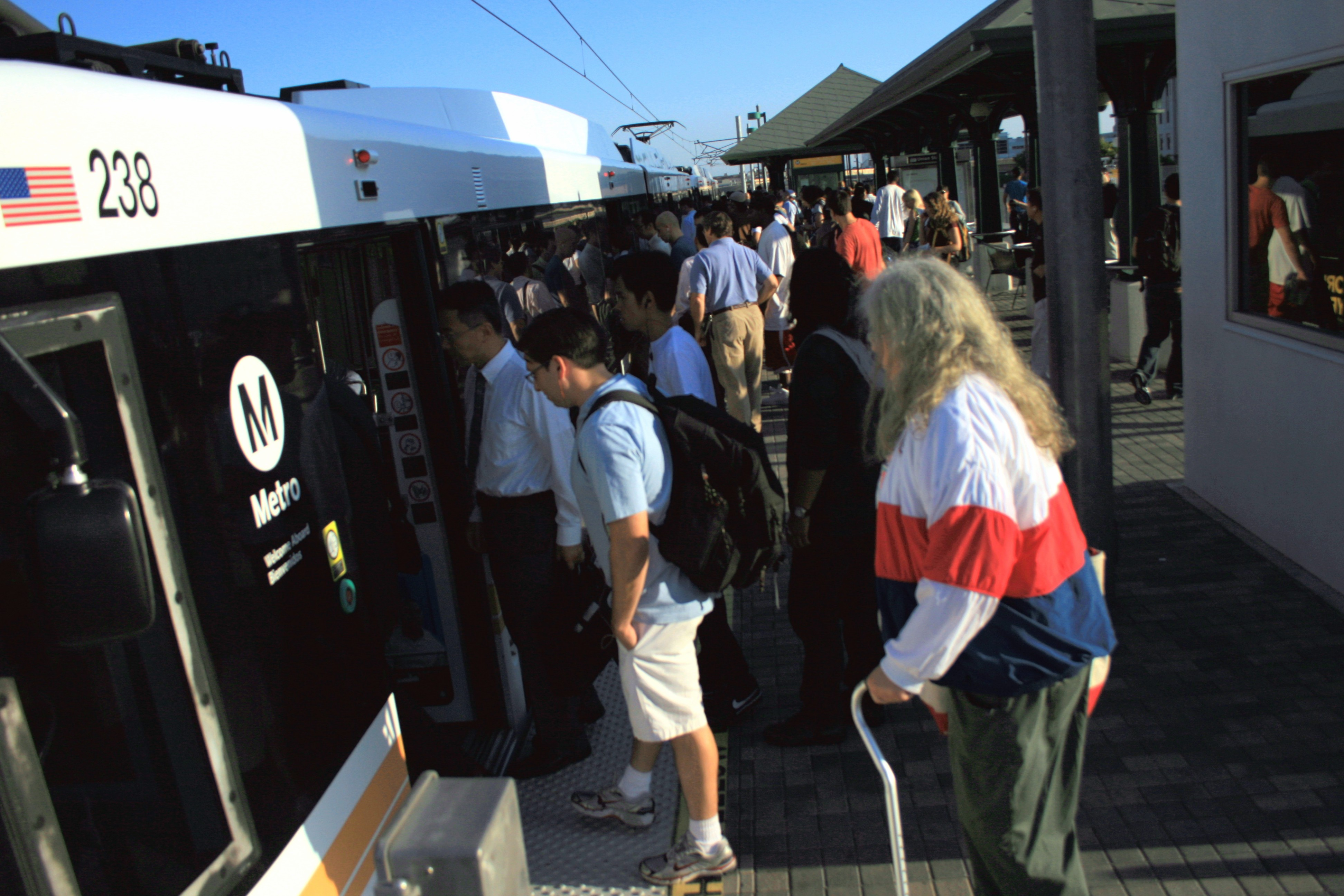
La ligne L en heure de pointe (ici à Union Station).

En 2016, le réseau ferroviaire urbain de Los Angeles transporte près de 340 000 passagers par jour ouvrable. Le samedi, sa fréquentation atteint environ 215 000 individus, et les dimanches et jours fériés moins de 180 000 personnes l'empruntent.
L'axe des lignes B et D (comptabilisées ensemble par la LACMTA) est le plus fréquenté du réseau, avec 140 000 personnes transportées par jour. La ligne E, la plus récente du réseau, est la moins fréquentée, avec une moyenne de 30 000 passagers les jours ouvrés.
Le système Metro Rail a enregistré une fréquentation totale de 108 millions de passagers en 2018. Au deuxième trimestre de 2018, les lignes combinées du métro B et D comptaient en moyenne 135 400 personnes en semaine, ce qui en fait le neuvième système de métro le plus achalandé des États-Unis. Ce trafic est en régression par rapport au trafic du quatrième trimestre de 2014, soit en moyenne 153 000 passagers par jour. Le système de métro léger est le plus fréquenté des États-Unis avec 203 300 passagers en moyenne en semaine au cours du deuxième trimestre de 2018.

### Services

#### Sécurité
La sécurité du métro de Los Angeles est assurée par le Los Angeles County Sheriff's Department ; de nombreuses caméras de vidéosurveillance sont aussi installées dans chacune des stations et complètent ainsi cette patrouille.
En 2010, le département de la Sécurité intérieure des États-Unis a mis en place un programme dénommé « If you see something say something » (en français, « Si vous voyez quelque chose, dites quelque chose »), qui vise à identifier de possibles tentatives d'actes criminels ou terroristes. Si la Metropolitan Transportation Authority (MTA) à New York a été la première organisation à mettre en œuvre cette campagne, la LACMTA l'applique également sur son réseau métropolitain, en incitant les passagers à prévenir les autorités de la présence d'éventuelles personnes suspectes dans les rames ou sur les quais. Des panneaux informatifs installés dans les rames rappellent la marche à suivre pour appliquer cette campagne.

#### Accessibilité

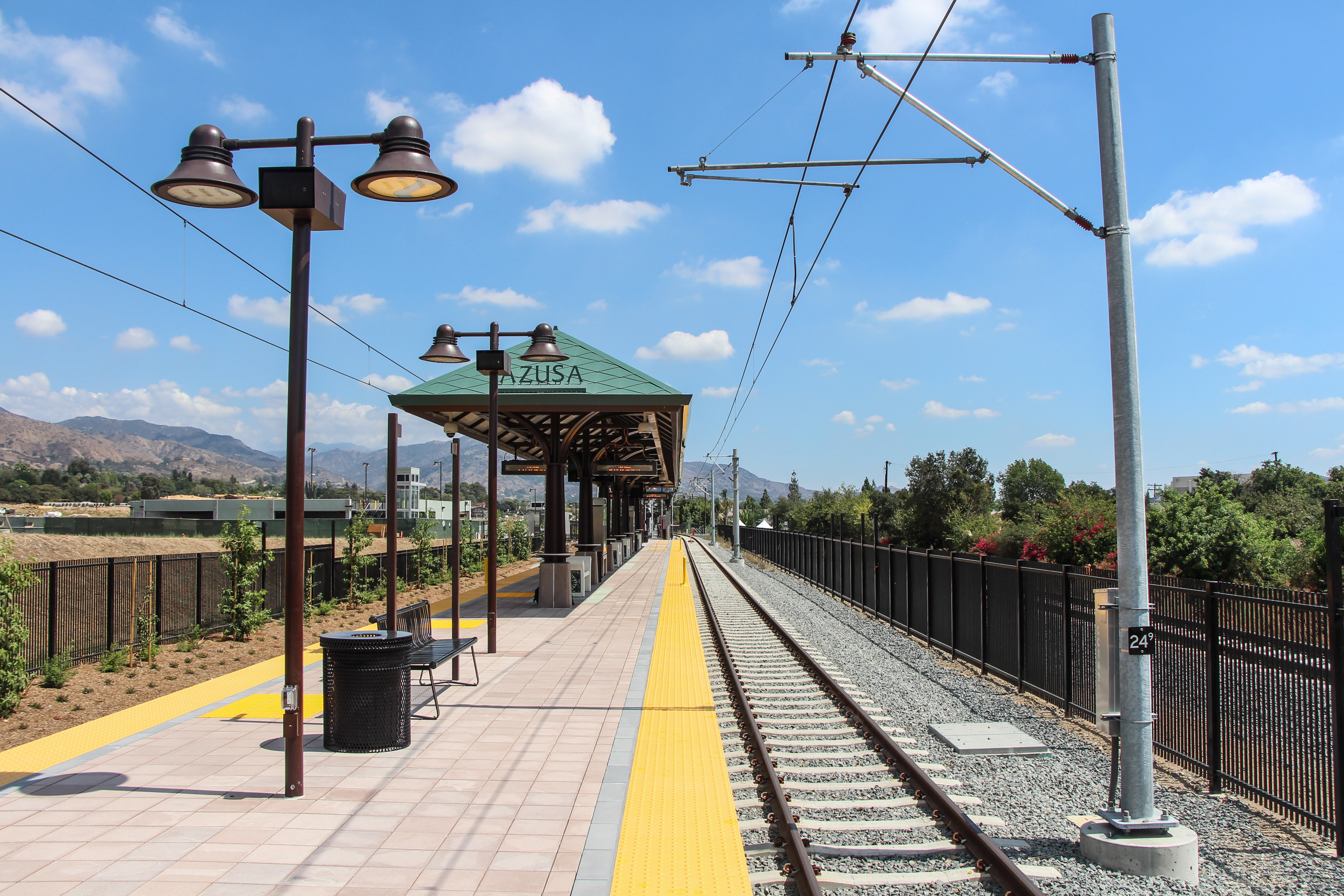
Vue d'une surface podotactile, ici de couleur jaune.

La société qui exploite le métro de Los Angeles indique que l'un de ses principaux objectifs est de rendre accessible ce réseau. Les six lignes du métro sont ainsi accessibles aux personnes à mobilité réduite (des ascenseurs sont ainsi proposés dans la plupart des stations souterraines du réseau), et, par ailleurs, des portiques spécialement adaptés aux personnes en fauteuil roulant sont installés sur l'ensemble de ces lignes.
Les machines automatiques vendant les titres de transport sont également adaptées aux personnes malvoyantes, grâce à la mise en place de boutons en braille.
De plus, des lumières installées au-dessus des portes des rames permettent de prévenir les passagers sourds et malentendants de la fermeture imminente des portes automatiques. Ce système est similaire à celui du métro de Chicago par exemple.
Enfin, des surfaces podotactiles recouvrent les bords de quais des stations.

### Incidents et accidents
Depuis son ouverture, le métro de Los Angeles a connu divers incidents et accidents. Seuls les événements les plus remarquables sont indiqués ci-dessous.

#### Accidents du réseau
- Le 11 septembre 2007, un train de la ligne L percute un véhicule à un carrefour, faisant sept blessés[58].
- Le 21 septembre 2007, une nouvelle collision a lieu entre un train et un autre véhicule, blessant six personnes[59].
- Le 24 avril 2014, le service est suspendu entre les stations de Lake et de Sierra Madre Villa après un nouvel accident lié au trafic routier voisin[60].
- Le 6 mars 2016, un camion se retrouve sur les rails de la ligne L après que son chauffeur en a perdu le contrôle ; la desserte entre les stations Allen et Arcadia a été interrompue le reste de la journée[61].

#### Suicides et accidents de personnes
Si le nombre de suicides observés sur le réseau ferroviaire de Los Angeles semble moins important que ceux d'autres métros du monde, ces événements n'épargnent pas le réseau angelin. Entre 1990 et 2013, environ 120 personnes sont mortes le long de la ligne A, dont 31 suicides, ce qui en fait la ligne du réseau la plus meurtrière.
- Le 19 août 2011, une altercation entre deux individus conduit à une attaque mortelle à l'arme blanche dans un train en direction de la station Hollywood/Vine[63].
- Le 26 août 2011, un homme blesse gravement un autre individu après une altercation, dans un train en direction de Pasadena[64].
- Le 4 septembre 2012, un homme tombe sur les rails à North Hollywood et est percuté par un train qui entre dans la station ; il meurt des suites de ses blessures[65].

#### Autres incidents
- Le 22 décembre 2006, un individu déverse une fiole de mercure sur le quai de la station Pershing Square (ligne B). La LACMTA, alertée, a cependant attendu le jour suivant pour intervenir et retirer du quai le danger potentiel[66].

## Architecture et œuvres d'art
Chaque station du métro de Los Angeles présente une ou plusieurs œuvres d'art dont le genre varie considérablement selon la station,. Ainsi, Pershing Square possède une installation lumineuse en néons créée par l'architecte Stephen Antonakos,, alors que la station de Norwalk abrite une représentation d'une abeille.

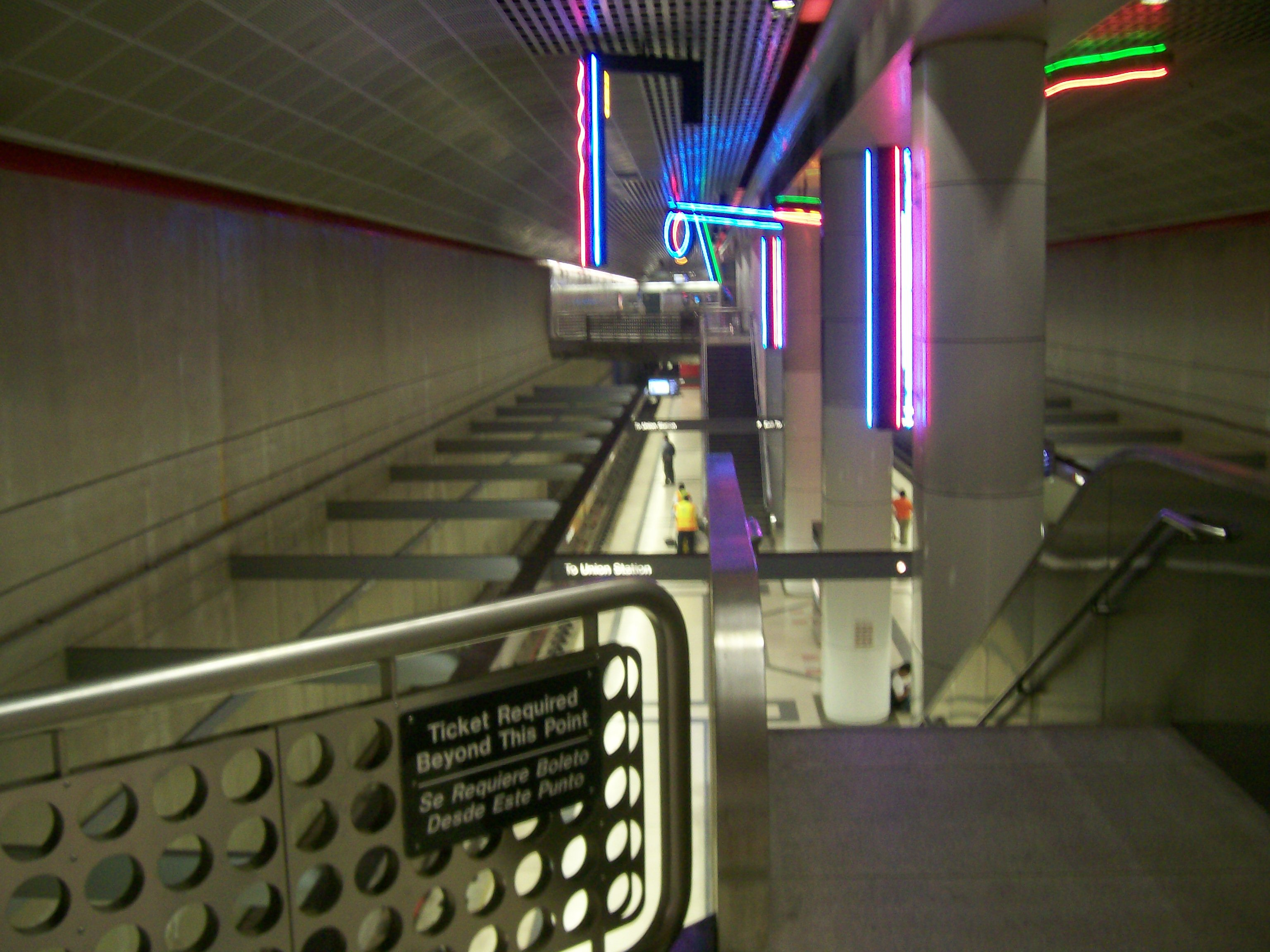
Installation lumineuse en néons à Pershing Square.

Cette volonté de présenter aux passagers des œuvres d'art public dans chaque station a été récompensée en 2011, lorsque les nombreuses mosaïques installées sur les murs de la station de Westlake ont été considérées comme l'une des meilleures œuvres d'art public des États-Unis.

## Projets de développement

### Extensions de lignes existantes

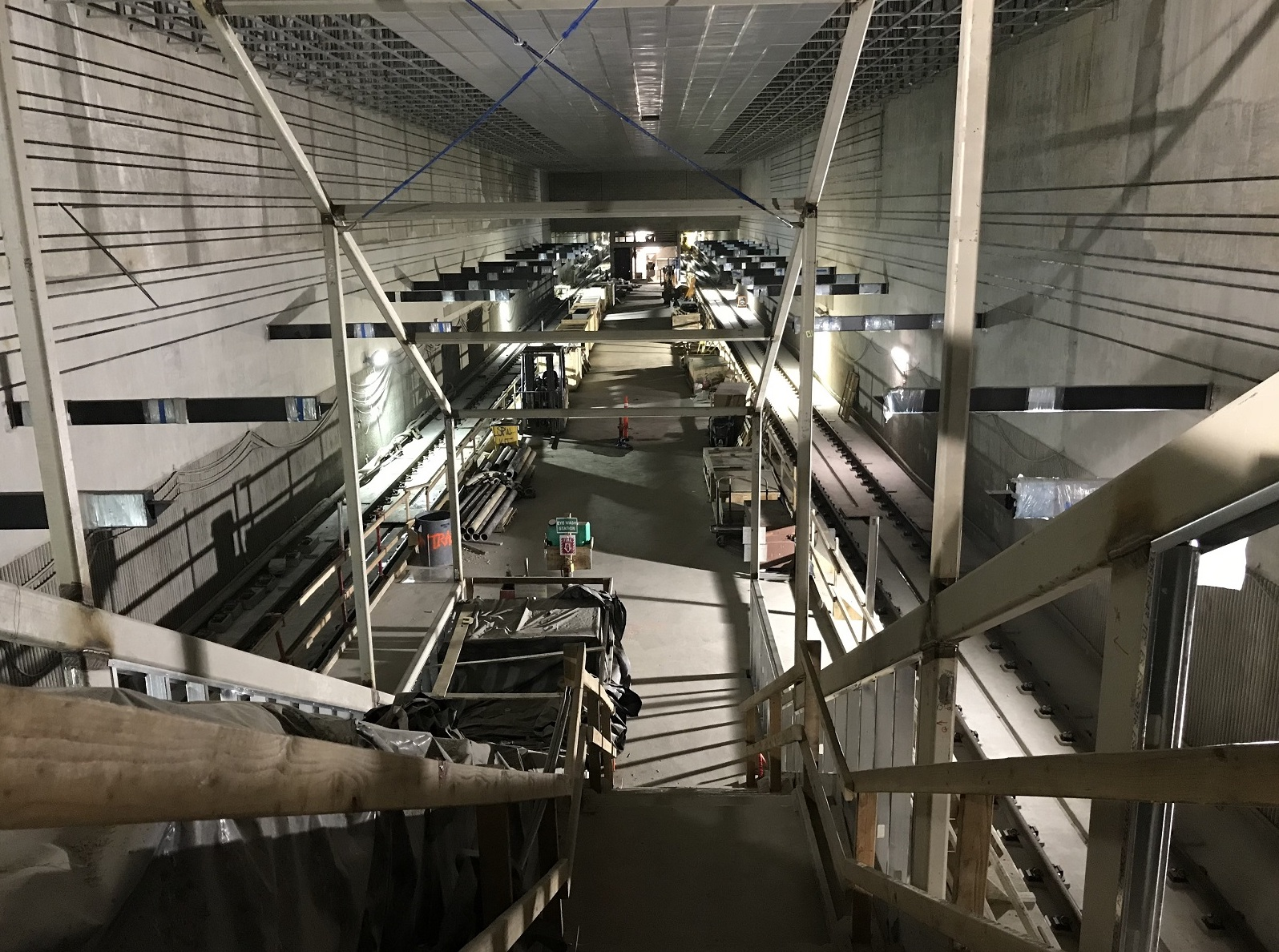
La future station de la ligne D Wilshire/La Brea en construction, en 2023.

Envisagée dès le projet initial, mais ayant refait surface seulement en 2012 puis amorcée en 2014, l'extension en direction de l'océan (de 14 km) de la ligne D vers Westwood, est actuellement en construction,. Une première section devait être mise en service en 2023 et la section finale jusqu'à Westwood en 2027. La mise en service de la première section (trois stations) est cependant repoussée à 2025, suivie en 2026 de la deuxième section (deux stations), puis de la troisième (deux stations) en 2027. La ligne D doit être étendue notamment dans le cadre de la sélection de Los Angeles comme ville hôte pour les Jeux olympiques d'été de 2028, afin de desservir le quartier de Century City et la ville de Beverly Hills. En 2017, le gouvernement fédéral finance 1,6 milliard de dollars pour mener à bien la première phase de ce projet.
La ligne A (dans sa partie étant autrefois la ligne L) subit actuellement également des travaux d'extension vers l'est pour être prolongée jusqu'à Montclair,,. Ce prolongement se fera en deux temps : d'abord vers Pomona en 2025, puis Montclair en 2028.
La ligne K fait l'objet d'études pour deux prolongements, vers Torrance au sud et vers Hollywood au nord,.
Une extension de la ligne E (dans sa partie étant autrefois la ligne L) vers l'est (Montebello et Whittier) est envisagée.

### Nouvelles lignes
Deux nouvelles lignes de métro léger sont actuellement à l'étude, respectivement entre la gare de Los Angeles et Artesia et le quartier de Van Nuys et le nord de la vallée de San Fernando.

## Dans la culture populaire
Le métro fait des apparitions dans plusieurs films, tels que Speed (1994), Heat (1995), Volcano (1997), Braquage à l'italienne (2003), S.W.A.T. unité d'élite (2003), Collatéral (2004) ou Captain Marvel (2019). Citation extraite du film Independence Day (1996) : « Today was the first day I used the subway... Thank God for the Metro Rail! ».